# HNRNPA3
HNRNPA3 (англ. Heterogeneous nuclear ribonucleoprotein A3) – білок, який кодується однойменним геном, розташованим у людей на короткому плечі 2-ї хромосоми.  Довжина поліпептидного ланцюга білка становить 378 амінокислот, а молекулярна маса — 39 595.
| 10         |  | 20         |  | 30         |  | 40         |  | 50         |
| ---------- |  | ---------- |  | ---------- |  | ---------- |  | ---------- |
| MEVKPPPGRP |  | QPDSGRRRRR |  | RGEEGHDPKE |  | PEQLRKLFIG |  | GLSFETTDDS |
| LREHFEKWGT |  | LTDCVVMRDP |  | QTKRSRGFGF |  | VTYSCVEEVD |  | AAMCARPHKV |
| DGRVVEPKRA |  | VSREDSVKPG |  | AHLTVKKIFV |  | GGIKEDTEEY |  | NLRDYFEKYG |
| KIETIEVMED |  | RQSGKKRGFA |  | FVTFDDHDTV |  | DKIVVQKYHT |  | INGHNCEVKK |
| ALSKQEMQSA |  | GSQRGRGGGS |  | GNFMGRGGNF |  | GGGGGNFGRG |  | GNFGGRGGYG |
| GGGGGSRGSY |  | GGGDGGYNGF |  | GGDGGNYGGG |  | PGYSSRGGYG |  | GGGPGYGNQG |
| GGYGGGGGYD |  | GYNEGGNFGG |  | GNYGGGGNYN |  | DFGNYSGQQQ |  | SNYGPMKGGS |
| FGGRSSGSPY |  | GGGYGSGGGS |  | GGYGSRRF   |  |            |  |            |

A: Аланін

C: Цистеїн

D: Аспарагінова кислота

E: Глутамінова кислота

F: Фенілаланін

G: Гліцин

H: Гістидин

I: Ізолейцин

K: Лізин

L: Лейцин

M: Метіонін

N: Аспарагін

P: Пролін

Q: Глутамін

R: Аргінін

S: Серин

T: Треонін

V: Валін

W: Триптофан

Кодований геном білок за функціями належить до рибонуклеопротеїнів, фосфопротеїнів. 
Задіяний у таких біологічних процесах як процесінг мРНК, сплайсінг мРНК, ацетиляція, альтернативний сплайсинг. 
Білок має сайт для зв'язування з РНК. 
Локалізований у ядрі.